# Cajapió
Cajapió est une municipalité brésilienne située dans l'État du Maranhão.